# Rosenbirkach
Rosenbirkach (fränkisch: Rosnbärgi) ist ein Gemeindeteil des Marktes Burghaslach im Landkreis Neustadt an der Aisch-Bad Windsheim (Mittelfranken, Bayern). Rosenbirkach liegt in der Gemarkung Seitenbuch.

## Lage
Das Dorf liegt am Fuße des im Süden gelegenen Hohen Brachs (422 m ü. NHN), einer Anhöhe des Steigerwaldes, und an einem namenlosen Bach, der etwas weiter nördlich als rechter Zufluss in den Haselbach mündet, der der rechter Oberlauf des Rimbachs ist. Die Staatsstraße 2261 führt nach Oberrimbach (1,3 km nordöstlich) bzw. nach Klosterdorf (6 km südlich). Eine Gemeindeverbindungsstraße führt zur Kreisstraße NEA 4 (1,0 km nordwestlich).

## Geschichte
Der Ort wurde 1393 als „Rosenkirchach“ erstmals urkundlich erwähnt. Der Ortsname wurde hier wohl falsch geschrieben, ansonsten wurde der Ort Rosenbirkach genannt. Birkach bedeutet Birkengehölz (Birke + Kollektivsuffix). Der Zusatz Rosen- dient zur Unterscheidung von anderen Orten namens Birkach, bleibt aber in seiner Bedeutung unklar. In Rosenbirkach waren die Grafen von Castell zu Remlingen und Fürsten von Schwarzenberg begütert.
Mit dem Gemeindeedikt (frühes 19. Jahrhundert) wurde Rosenbirkach dem Steuerdistrikt und der Ruralgemeinde Kirchrimbach zugeordnet. Im Rahmen der Gebietsreform in Bayern wurde Rosenbirkach am 1. Januar 1972 nach Burghaslach eingegliedert.

### Ehemalige Baudenkmäler
- Gemeindehaus. Erdgeschossiger Fachwerkbau auf Bruchsteinsockel, im Sturz des hölzernen Türrahmens bezeichnet „1787“. Gitterfachwerk; an der Traufseite zwei Eingänge, Giebelseite mit Halbwalm. Sechsseitiger Dachreiter mit rechteckigen Schallöffnungen, Zwiebelkuppel, Knaufstange und blecherne Windfahne. Im Innern Trennwand in Fachwerk.[11]
- Haus Nr. 1: Erdgeschossiges Wohnstallhaus, im Türsturz bezeichnet „LD 1834“. Verputzter Massivbau von drei zu fünf Achsen mit zweigeschossigem Giebel zur Straße. Geknickte genutete Ecklisenen; an der Giebelsohle und in Höhe des Kehlbalkens steinernes Gesimsband.[11]
- Haus Nr. 2: Im Türsturz ehemals (angeblich) bezeichnet „1839“. Erdgeschossiges Giebelhaus von drei zu vier Achsen, aus verputztem Massivmauerwerk.[11]
- Haus Nr. 8: Fachwerkscheune, auf einem heute verputzten Balken angeblich bezeichnet „1717“.[11]
- Haus Nr. 9: Zweigeschossiges Wohnstallhaus von vier zu drei Achsen, im Sturz der Tür an der Giebelseite des verputzten massiven Erdgeschosses bezeichnet „MA / 1851“. Obergeschoss und Giebel freigelegtes Gitterfachwerk.[11]
- Haus Nr. 12: Erdgeschossiges Wohnstallhaus von drei zu sieben Achsen, mit zwei Hopfenläden im Satteldach. Verputzter Massivbau; Giebel Fachwerk. Ziegelfund bezeichnet „PGL /1677“. Im 19. Jahrhundert umgebaut. Unter dem Stall kleiner tonnengewölbter Keller. Kehlbalkendach mit liegendem Stuhl; Längsversteifung durch Streben. Mittelstützen wohl nachträglich.[11]

### Einwohnerentwicklung
| Jahr      | 001818 | 001840 | 001861 | 001871 | 001885 | 001900 | 001925 | 001950 | 001961 | 001970 | 001987 |
| Einwohner | 98     | 99     | 84     | 92     | 102    | 75     | 91     | 68     | 56     | 58     | 48     |
| Häuser    | 15     | 12     |        |        | 14     | 13     | 17     | 13     | 12     |        | 13     |
| Quelle    | [ 8 ]  | [ 13 ] | [ 14 ] | [ 15 ] | [ 16 ] | [ 17 ] | [ 18 ] | [ 19 ] | [ 20 ] | [ 21 ] | [ 1 ]  |

## Religion
Rosenbirkach ist seit der Reformation evangelisch-lutherisch geprägt und bis heute nach St. Mauritius (Kirchrimbach) gepfarrt. Es gab auch eine katholische Minderheit. Sie war nach St. Michael (Appenfelden) gepfarrt.